# Erzbistum Trujillo

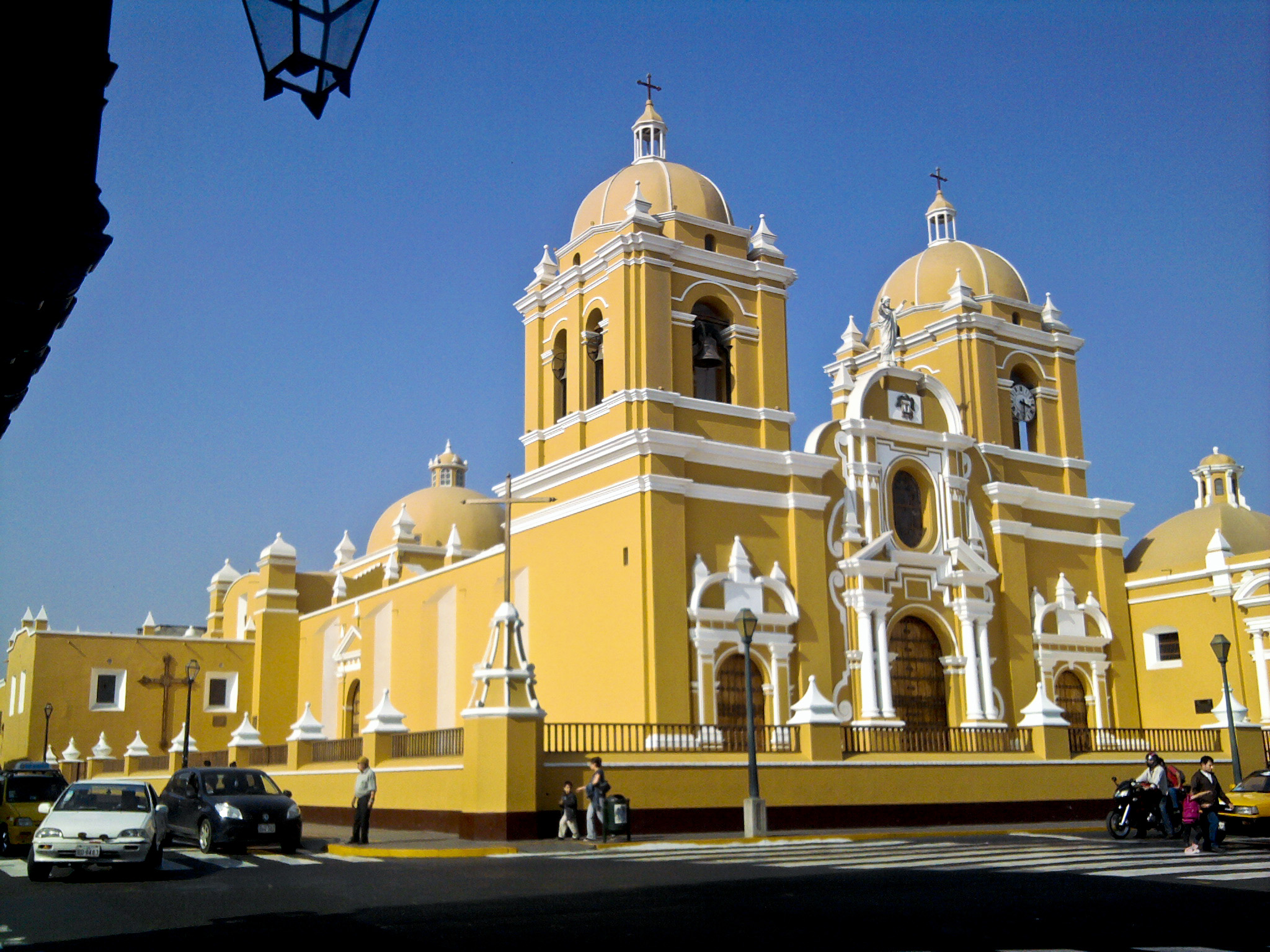
Kathedrale Santa María in Trujillo

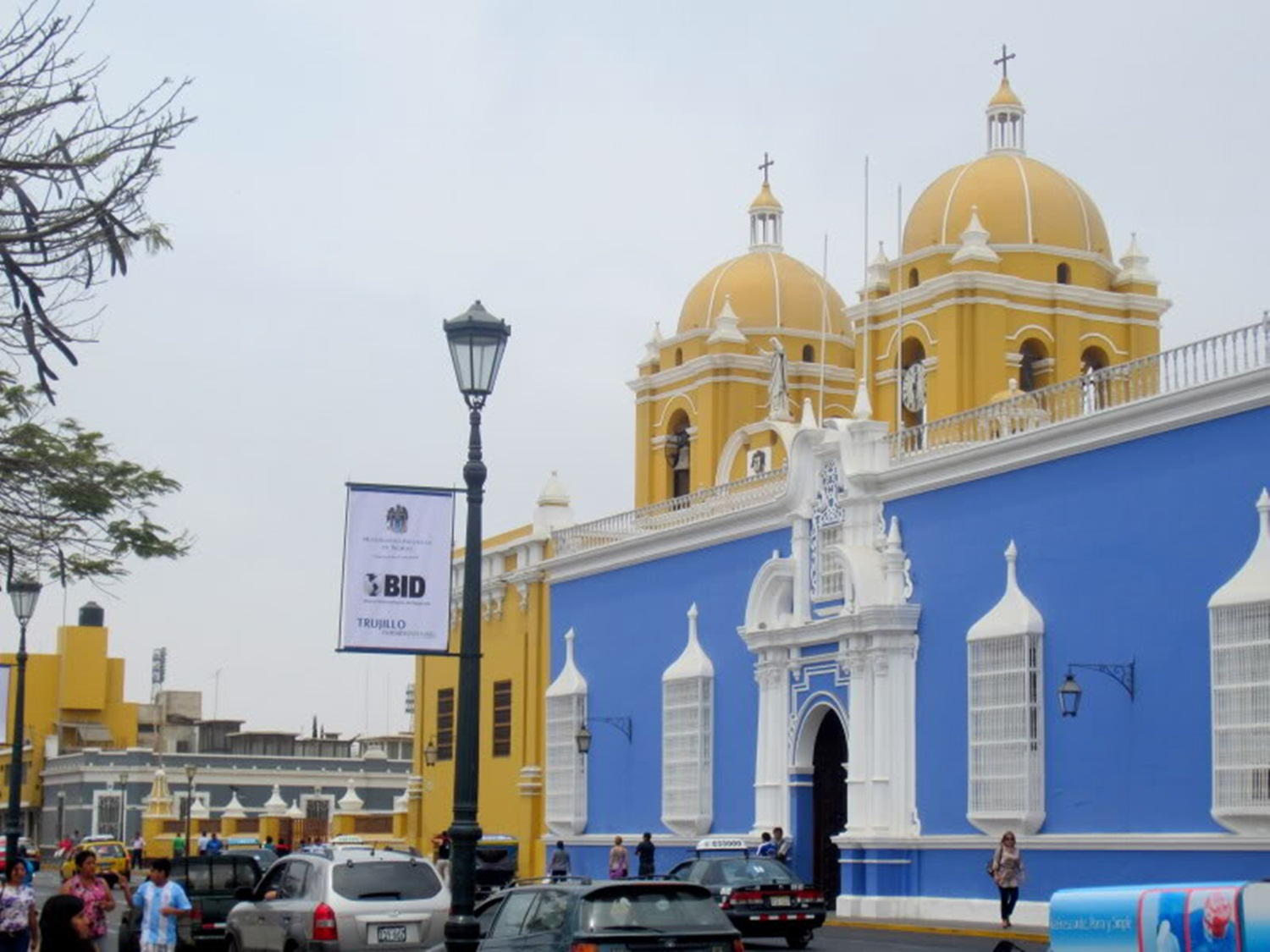
Erzbischöfliches Palais in Trujillo

Das Erzbistum Trujillo (lat.: Archidioecesis Truxillensis) ist ein in Peru gelegenes römisch-katholisches Erzbistum mit Sitz in Trujillo (Peru).

## Geschichte
Das Erzbistum Trujillo wurde am 15. April 1577 durch Papst Gregor XIII. als Bistum Trujillo („Truxillensis“) aus dem Erzbistum Lima heraus gegründet. Es erfolgten mit verschiedenen Gebietsabtretungen die Gründungen des Bistums Maynas (1803), des Bistums Cajamarca (1908) und des Bistums Piura (1940). 1943 erhob Papst Pius XII. das Bistum zum Erzbistum. Durch weitere Gebietsabtretungen wurden das Bistum Chiclayo (1956) und die Territorialprälatur Huamachuco (1961) gegründet.
Dem Erzbistum Trujillo sind das Bistum Cajamarca, Bistum Chimbote, Territorialprälatur Huamachuco, Bistum Huaraz, Bistum Huari sowie die Territorialprälatur Moyobamba als Suffraganbistum zugeordnet.

## Bischöfe
Bischöfe des Bistums Trujillo
- Alonso Guzmán y Talavera OSH, 1577–?
- Francisco Diaz de Cabrera y Córdoba OP, 1614–1620
- Carlos Marcelo Corni Velazquez, 1620–1630
- Ambrosio Vallejo Mejía OCarm, 1631–1635
- Diego Montoya Mendoza, 1637–1640
- Luis Córdoba Ronquillo OSST, 1640–1640
- Juan Sánchez Duque de Estrada, 1641–1643
- Pedro Ortega Sotomayor, 1645–1647, dann Bischof von Arequipa
- Andrés García de Zurita, 1650–1652
- Francisco de Godoy, 1659–1659
- Juan de la Calle y Heredia OdeM, 1663–1674, dann Bischof von Arequipa
- Antonio de León y Becerra, 1676–1677, dann Bischof von Arequipa
- Francisco de Borja, 1679–1689
- Pedro Díaz de Cienfuegos, 1696–1702
- Juan Victores de Velasco OSB, 1703–1713
- Diego Montero del Águila, 1715–1718
- Jaime de Mimbela OP, 1720–1739
- Gregorio de Molleda Clerque, 1740–1747, dann Erzbischof von La Plata o Charcas
- José Cayetano Paravicino OFM, 1747–1750
- Bernardo de Arbiza y Ugarte, 1751–1756, dann Erzbischof von La Plata o Charcas
- Cayetano Marcellano y Agramont, 1757–1758, dann Erzbischof von La Plata o Charcas
- Francisco Javier de Luna Victoria y Castro, 1758–1777
- Baltazar Jaime Martínez de Compañón, 1778–1788, dann Erzbischof von Santafé en Nueva Granada
- José Andrés de Achurra y Núñez del Arco, 1788–1793
- Blas Manuel Sobrino y Minayo, 1794–1796
- José Carrión y Marfil, 1798–1824
- Tomás Diéguez de Florencia, 1835–1845
- José Higinio Madalengoitia y Sanz de Zárate, 1846–1848
- Agustín Guillermo Charún, 1853–1857
- Francisco Orueta y Castrillón, 1859–1873, dann Erzbischof von Lima
- José Domingo Armestar, 1874–1881
- Manuel Medina y Bañon, 1889–1907
- Carlo Garcia Irigoyen, 1910–1937

Erzbischöfe des Erzbistums Trujillo (ab 1943)
- Juan Gualberto Guevara, 1940–1945, dann Erzbischof von Lima
- Aurelio Macedonio Guerriero (Guerrero), 1946–1957
- Federico Pérez Silva CM, 1955–1965
- Carlos Maria Jurgens Byrne CSsR, 1965–1976
- Manuel Prado Pérez-Rosas SJ, 1976–1999
- Héctor Miguel Cabrejos Vidarte OFM, 1999–2025
- Gilberto Alfredo Vizcarra Mori SJ, seit 2025

Weihbischöfe
- José Higinio Madalengoitia y Sanz de Zárate, 1840–1846, dann Bischof von Trujillo
- Alfonso Zaplana Bellizza, 1952–1957, dann Bischof von Tacna y Moquegua
- Luis Baldo Riva CSsR, 1969–1977
- Tarcisio Pusma Ibáñez, wurde am 25. Januar 2008 zum Weihbischof des Bistums ernannt, ist jedoch nicht geweiht worden und trat im August 2008 von seiner Ernennung zurück.
- José Javier Travieso Martín CMF, 2009–2014, dann Apostolischer Vikar von San José de Amazonas
- Timoteo Solórzano Rojas MSC, 2018–2022, dann Bischof von Tarma
- Francisco Castro Lalupú, seit 2020